# Nitrații în apă
Nitrații ( NO3-) în apă sunt un pericol ucigaș după cum s-a constatat de-a lungul anilor.
Cea mai periculoasă acțiune este asupra sugarilor, care mor subit. La moarte au un aspect de culoare albastră, de aici și numele de "moartea albastră" sau "sufocare albastră". 
Acesta reprezintă o amenințare imediată pentru sugari, atunci când este găsită în apă de băut, la niveluri de peste standardul admis de diversele norme interne sau internaționale. Nitrații (NO3-)(anion trioxinitrat) sunt convertiți la nitriți (NO2-)(anion dioxinitrat) în intestine. 
Odată absorbit în fluxul sanguin, nitriții distrug hemoglobina care contribuie la transportul de oxigen prin sânge.(copiii mai mari și adulții au o enzimă care restabilește nivelul hemoglobinei.) Vezi și: artcolul Methemoglobinemie
Este extrem de important să se evite folosirea apei cu nivel ridicat de nitrați la băut. 
Acest lucru este deosebit de important pentru sugari și copii mici, mamele care alăptează, femeilor însărcinate și persoanelor în vârstă anumite categorii speciale de bolnavi cronici.
De asemenea, atunci când știi că sunt nitrați în apă, trebuie eliminată din calcul consumarea acesteia ca apă potabilă.
Prin fierbere crește concentrația de nitrați și automat riscurile potențiale.
Pentru filtrarea nitrațiilor pentru o rețea mai complexă sau pentru debite mari de apă se folosesc sisteme de denitrare cu diverse medii de reținere a acestora.

## Vezi și
- Azotat
- Circuitul azotului în natură
- Circuitul apei în natură
- Poluarea apei